# Ótima FM
Ótima FM é uma rede de emissoras de rádio brasileira sediada em Pindamonhangaba, no estado de São Paulo. Pertence a Celso Portiolli, apresentador do programa Domingo Legal, do SBT. É uma rádio que atua no segmento popular/eclético. Iniciou suas atividades no dia 20 de março de 2010 no lugar da Metropolitana FM, que se desfez de sua rede. A 95.5 MHz possui o seu sistema irradiante instalado na Serra da Mantiqueira em uma altitude de 1.950 m fazendo com que o sinal alcance todas as cidades do Vale do Paraíba, além de atingir áreas do Rio de Janeiro e Minas Gerais. Em São José dos Campos a cobertura era parcial devido a presença da Jovem Pan FM em 94.3 MHz, agora operando em 95.5 MHz possui um sinal local em São José dos Campos. A Ótima também conta com outra estação instalada em Brodowski, região de Ribeirão Preto, que opera em 89.1 MHz.
No dia 25 de agosto de 2021 houve a estreia da primeira afiliada da Rede Ótima FM, ocupando o lugar da Oceânica FM. Sediada em Caraguatatuba, a Ótima FM Litoral Norte 101.1 MHz cobria as cidades daquela região, como Ubatuba, Ilhabela e São Sebastião.
No dia 29 de dezembro de 2022, a afiliada do Litoral Norte encerrou o contrato com a rede, depois da emissora ser comprada pelo grupo 012 News de São José dos Campos.

## SEDE São José dos Campos
Devido a 94.5 MHz possuir uma cobertura parcial em São José dos Campos, em Outubro de 2013 entrou no ar a Ótima FM 90.3.
A emissora substituiu a Rede do Bem, que teve uma breve passagem pela cidade. Pelo canal passaram também a ConectCar SP Rio FM (Atualmente pela internet, como SP Rio +) e as extintas Planeta Diário FM e RD 90.
No dia 11 de Novembro de 2013 entrava no ar o projeto da Ótima FM 90.3, projeto esse que contou com a direção artística de Gilson Morais, de 2013 até 2017.
Sua programação era independente da emissora de Pindamonhangaba. Em 2017 a direção artística foi substituída por Eber Campos que atua ate o principal momento. em 2020 a emissora de São José dos Campos se tornou sede e começou a transmitir em rede. Tendo um estúdio auxiliar em São Paulo. A direção geral das emissoras é comandada por Elite Sandri. Em 2023 a ÓtimaFm alcançou o primeiro lugar no ibope. 